# Losos lomi
Losos lomi (či losos lomi-lomi) je havajské jídlo. Jedná se o salát připravený ze syrového lososa nakrájeného na kousky, kousků rajčat a sladké cibule (používá se také jarní cibule) který se podává za studena. Občas se používají čili papričky nebo drcený led a také se často přidává nakrájená okurka.
Název lomi-lomi je odvozen ze způsobu přípravy. Míchání lososa s ostatními ingrediencemi se provádí ručně masírováním – lomi-lomi je 
havajský výraz pro masírování.